# Hyperamminidae
Hyperamminidae es una familia de foraminíferos bentónicos de la superfamilia Hippocrepinoidea, del suborden Hippocrepinina y del orden Astrorhizida. Su rango cronoestratigráfico abarca desde el Wenlockiense (Silúrico medio) hasta la Actualidad.

## Discusión
Clasificaciones previas incluían Hyperamminidae en el suborden Textulariina del orden Textulariida.

## Clasificación
Hyperamminidae incluye a las siguientes subfamilias y géneros:
- Subfamilia Hyperammininae
  - Areniconulus †
  - Hyperammina
  - Platysolenites †
  - Sacchararena †
- Subfamilia Saccorhizinae
  - Saccarena †
  - Saccorhiza

Otros géneros considerados en Hyperamminidae son:
- Bactrammina de la subfamilia Hyperammininae, aceptado como Saccorhiza
- Pseudoschizammina de la subfamilia Saccorhizinae, aceptado como Hyperammina
- Rhabdopleura de la subfamilia Hyperammininae, aceptado como Hyperammina
- Yanichevskyites † de la subfamilia Hyperammininae, aceptado como Platysolenites